# Giuseppe Duprà

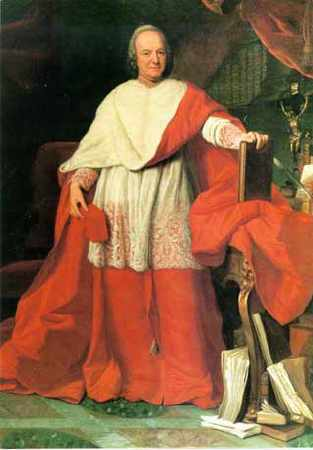
Ritratto del Cardinale Domenico Passionei di Giuseppe e Domenico Duprà (1745)

Giuseppe Duprà (Torino, 1703 – Torino, 1784) è stato un pittore italiano.

## Biografia
Attivo particolarmente a Torino assieme al fratello Domenico, Giuseppe Duprà studia a Roma in gioventù, allievo di Marco Benefial, per essere poi assunto, dal 1750, nella capitale piemontese, al servizio del re Carlo Emanuele III, raccomandato dal cardinale romano Alessandro Albani.
In collaborazione con il fratello, realizza ritratti e opere destinate non soltanto alla casa torinese, ma alle più importanti famiglie regnanti: incarichi arrivano da Parigi, da Madrid, da Vienna, dalla Baviera.
Tra le opere, sette ritratti di principesse sabaude conservate oggi alla palazzina di Caccia di Stupinigi, varie sovraporte per la residenza di Venaria Reale e una grande tela, raffigurante la famiglia di Vittorio Amedeo III, oggi al Palazzo Reale di Torino.